# Saint-Ouën-des-Vallons

Saint-Ouën-des-Vallons este o comună în departamentul Mayenne, Franța. În 2009 avea o populație de 190 de locuitori.